# Szerbia uralkodóinak listája

Szerbia 1184-ben

Szerbia történelme hozzávetőleg a 7. századig nyúlik vissza, amikor egy ismeretlen szerb fejedelem a szláv származású népével a Balkán-félszigetre érkezett. Az új haza elfoglalása körülbelül 680-ra fejeződött be. Mégis a szerbek saját népük ősatyját még a kaukázusi szálláshelyről tisztelik. Hozzávetőleg 50-ben élhetett a tisztelt szerb ős, akit Zorszinesznek neveztek.
Az első név szerint ismert vezér, vagy ahogyan szerbül nevezik őket zsupán Kuver volt, aki a Balkánra érkezett törzsek élén állt 668-tól egészen 685-ig. A szláv törzsek letelepedtek, és hat különálló uradalomra oszlottak, amelyek mindmáig meghatározzák a Balkán és főként Szerbia és Montenegró hatalmi helyzetét. A hat különböző terület a horvátok és az illírek törzsei közé ékelődve alakították ki kicsiny államaikat. Ezek a történelmi államok a következők voltak:
- Ráczország, más néven Ráska vagy Rassza volt a szerb államok közül a legnagyobb és legbefolyásosabb. Ma ez felel meg leginkább Szerbiának.
- Bosznia, más néven Ráma volt a második legnagyobb állam.
- Hum, vagy más néven Zachumlje. Később Magyarország része lett.
- Zéta, más néven Dioklea vagy Duklja területén telepedtek le a később római rítusú kereszténységet felvevő szerbek, akik a mai Montenegró területén éltek.
- Travunija
- Pagania, később Dalmácia része lett.

## Kora középkori uralkodók (660körül –1167)
Kuver uralma után léptek fel Szerbia mitikus uralkodói, akiket már tartalmaz az alábbi táblázat is:

| Uralkodó                               | Hatalmon volt | Megjegyzések |
| -------------------------------------- | ------------- | --- |
| Szerbia kora középkori zsupánjai       |               | |
| Szvevlád                               | 660–679       | Valószínűleg mitikus uralkodó, nem létezett. |
| Szelimir                               | 679–680       | Mitikus személy. |
| Vladin                                 | 680–700       | Mitikus személy. |
| Ratimir                                | 700–730       | Mitikus személy. |
| Viseszláv                              | 730–780       | Tőle kezdve Bíborbanszületett Konstantin, bizánci császár krónikái alapján már valós személyekről beszélhetünk.                                                                                                  |
| Radoszláv                              | 780–822       | Viseszláv fia volt. |
| Proszigoj                              | 822–836       | Radoszláv gyermeke. |
| A Vlasztimir-ház zsupánjai             |               | |
| Vlasztimir                             | 825–860       | Proszigoj gyermeke, aki dinasztiát alapított Ráczországban. Gyermekeinek házasságával országához kötötte Travuniját is.                                                                                          |
| Mutimir                                | 860–891       | Vlasztimir legidősebbik fia, aki Ráczország trónját kapta meg. |
| Prvoszláv                              | 891–892       | Mutimir fia. |
| Petar Gojniković                       | 892–917       | Gojnik gyermeke, Vlasztimir unokája, akit a bolgárok foglyul ejtettek. Fogságban halt meg. |
| Pavle Branović                         | 917–921       | Mutimir unokája, akit a bolgárok segítettek trónra, de Bizánc elűzte onnan. |
| Zaharije Pribisavljević                | 921–924       | Prvoszláv gyermeke, akit a bizánci császár helyezett a rácz trónra. |
| Bolgár uralom 924-927 között           |               | |
| Časlav Klonimirović                    | 927–950       | Felszabadította Ráczországot a bolgár uralom alól. |
| Bizánci uralom 950-1035                |               | |
| A Vojiszláv-ház királyai Montenegróban |               | |
| István †1052                           | 1035–1052     | A bizánci uralom alól Zéta és Bosznia központtal felszabadította a szerb területeket. Montenegrói uralkodónak tekintik. Ő még a zsupáni címet viselte.                                                           |
| Mihály †1081                           | 1052–1081     | Uralma kiterjedt Humra és Travunijára is. 1077-ben VII. Gergely pápa királyi címet és koronát küldött neki. |
| Konstantin Bodin †1108                 | 1081–1102     | Mihály fia. |
| Dobroszláv †1102                       | 1102          | Dinasztikus harc tört ki uralma alatt. |
| Kočapar †1114                          | 1101–1114     | Vladimir ellen harcolt a trónnal. Ebben az időszakban mindketten azonos hatalommal bírtak. |
| Vladimir †1114                         | 1103–1114     | Trónharcokat vívott Kočapar ellen. |
| György †1118                           | 1114–1118     | Az utolsó montenegrói uralkodó, akinek hatalmát a Ráczországban uralkodó Uroš-dinasztia uralkodói döntötték meg. Később egy rövid időre ugyan visszaszerezte trónját, azt már nem lehetett többé visszaállítani. |
| Az Uroš-ház zsupánjai                  |               | |
| Vukan †1118                            | 1080–1118     | A rácz területeket szabadította fel a bizánci uralom alól. Hamar a legerősebb szerb állam lett. |
| I. Uroš †1140                          | 1118–1140     | Elfoglalta Zétát is, ezzel egyesítve a szerb államok nagy részét. |
| II. Uroš †1162                         | 1140–1162     | Elűzte Ráczország trónjáról elődjét. |
| Desa †1166                             | 1162–1166     | Fiai között négy részre osztotta fel Szerbiát. Tihomir uralta Ráczországot, Stracimir Zétát, Miroszláv Humot és Travuniját, Nemanja pedig Toplicát, Szerbia központi részét.                                     |
| Tihomir †1167                          | 1166–1167     | Megtámadta Bizáncot, de testvérei közül csak Stracimir állt mellé. Nemanja pedig a bizánciak támogatását kihasználva megszerezte a trónt.                                                                        |

## Nemanjić-dinasztia (1166–1371)
Bővebben: Nemanyicsok
| Uralkodó                                                                   | Életterminusa                                          | Uralkodása kezdete  | Uralkodása vége     | Uralkodóháza | Megjegyzés                                                                                              | Portré |
| -------------------------------------------------------------------------- | ------------------------------------------------------ | ------------------- | ------------------- | ------------ | --- | ------ |
| Nemanja István szerbül: Стефан Немања Szerbia nagyzsupánja                 | 1113 körül – 1199. február 13. (86 éves kora körül)    | 1166                | 1196                | Nemanyicsok  | A középkori egységes szerb állam egyesítője és függetlenségének kivívója, később szentté avatták        |        |
| Nemanjics István szerbül: Стефан Немањић Szerbia nagyzsupánja majd királya | 1167 körül – 1228. szeptember 24. (61 éves kora körül) | 1196                | 1228                | Nemanyicsok  | Nemanja István és Anastasija fia, 1217-ben királlyá koronáztatta magát                                  |        |
| Radoszláv István szerbül: Стефан Радослав Szerbia királya                  | 1192 körül – 1235 után                                 | 1228                | 1234                | Nemanyicsok  | Nemanjics István király és Angelosz Eudoxia fia, politikája miatt elüldözték                            |        |
| István Ulászló szerbül: Стефан Владислав Szerbia királya                   | 1195 körül – 1264 után                                 | 1234                | 1243                | Nemanyicsok  | Radoszláv István király testvére, megfosztották a tróntól                                               |        |
| I. István Uroš szerbül: Стефан Урош I Szerbia királya                      | 1223 körül – 1277. május 1. (55 éves kora körül)       | 1243                | 1276                | Nemanyicsok  | Nemanjics István király és Anna Dandolo fia, Radoszláv István és István Ulászló féltestvére             |        |
| Dragutin István szerbül: Стефан Драгутин Szerbia királya                   | 1252 körül – 1316. március 12. (55 éves kora körül)    | 1276                | 1282                | Nemanyicsok  | I. István Uroš király és Jelena királyné fia, a Szerémség királya (1282–1316)                           |        |
| István Milutin szerbül: Стефан Милутин Szerbia királya                     | 1253 körül – 1321. október 29. (68 éves kora körül)    | 1282                | 1321. október 29.   | Nemanyicsok  | Dragutin István király testvére, fivére lemondatása révén jutott a trónra                               |        |
| István Decsanszki szerbül: Стефан Дечански Szerbia királya                 | 1276 körül – 1331. november 11. (46 éves kora körül)   | 1321. október 29.   | 1331. szeptember 8. | Nemanyicsok  | István Milutin király fia, saját fia fellázadt ellene, börtönbe vetette, majd megfolytatta              |        |
| István Dusán szerbül: Стефан Душан Szerbia királya, majd cárja             | 1308. július 26. – 1355. december 20. (47 évesen)      | 1331. szeptember 8. | 1355. december 20.  | Nemanyicsok  | István Decsanszki király és Bulgáriai Szmilecs Theodóra királyné fia, 1346-ban cárrá koronáztatta magát |        |
| V. István Uroš szerbül: Стефан Урош V Szerbia cárja                        | 1336 körül – 1371. december 4. (35 éves kora körül)    | 1355. december 20.  | 1371. december 4.   | Nemanyicsok  | István Dusán király és Bulgáriai Ilona királyné fia, 1346-tól apja társuralkodója                       |        |

## Lazarević-dinasztia (1371–1427)
| Uralkodó                                                      | Életterminusa                                      | Uralkodása kezdete | Uralkodása vége  | Uralkodóháza | Megjegyzés | Portré |
| ------------------------------------------------------------- | -------------------------------------------------- | ------------------ | ---------------- | ------------ | --- | ------ |
| Lázár Hrbeljanovics szerbül: Лазар Хребељановић Szerbia cárja | 1329 körül – 1389. június 28. (60 éves kora körül) | 1371 decembere     | 1389. június 28. | Lazarevicsek | Pribac Hrbeljanovics fia, az első rigómezei csatában vesztette életét                                                          |        |
| Lazarevics István szerbül: Стефан Лазаревић Szerbia despotája | 1377 körül – 1427. július 19. (50 éves kora körül) | 1389. június 28.   | 1427. július 19. | Lazarevicsek | Lázár Hrbeljanovics cár és Nemanjić Milica fia, az apja halálát követően több részre szakadt ország központi részének desotája |        |

## Branković-dinasztia (1427–59)
| Uralkodó                                                      | Életterminusa                                        | Uralkodása kezdete | Uralkodása vége    | Uralkodóháza | Megjegyzés | Portré |
| ------------------------------------------------------------- | ---------------------------------------------------- | ------------------ | ------------------ | ------------ | --- | ------ |
| Brankovics György szerbül: Ђурађ Бранковић Szerbia despotája  | 1377 körül – 1456. december 24. (79 éves kora körül) | 1427 júliusa       | 1456. december 24. | Brankovicsok | Lazarevics István unokaöccse, Vuk Brankovics és Mara Lazarevics fia, nagybátyja halála után vette át a kormányzást  |        |
| Brankovics Lázár szerbül: Лазар Бранковић Szerbia despotája   | 1421 körül – 1458. január 20. (38 éves kora körül)   | 1456. december 24. | 1458. január 20.   | Brankovicsok | Brankovics György és Irene Kantakouzene fia                                                                         |        |
| Brankovics István szerbül: Стефан Бранковић Szerbia despotája | 1417 körül – 1476. október 9. (60 éves kora körül)   | 1458. január 20.   | 1459. március 21.  | Brankovicsok | Brankovics Lázár testvére, Hunyadi Mátyás magyar király és Tomašević István bosnyák király megfosztották hatalmától |        |

## Kotromanić-dinasztia (1459)
| Uralkodó                                                     | Életterminusa                                     | Uralkodása kezdete | Uralkodása vége  | Uralkodóháza  | Megjegyzés | Portré |
| ------------------------------------------------------------ | ------------------------------------------------- | ------------------ | ---------------- | ------------- | --- | ------ |
| Tomašević István szerbül: Стефан Томашевић Szerbia despotája | 1438 körül – 1463. június 5. (25 éves kora körül) | 1459. április 1.   | 1459. június 20. | Kotromanicsok | Brankovics Lázár veje, István Tamás bosnyák király és Vojača királyné fia, egyben az utolsó bosnyák király (1461–63) |        |

## Obrenović-ház (1815–42)
| Uralkodó                                                       | Életterminusa                                        | Uralkodása kezdete | Uralkodása vége      | Uralkodóháza | Megjegyzés | Portré |
| -------------------------------------------------------------- | ---------------------------------------------------- | ------------------ | -------------------- | ------------ | --- | ------ |
| Miloš Obrenović szerbül: Милош Обреновић Szerbia fejedelme     | 1780. március 18. – 1860. szeptember 26. (80 évesen) | 1817. november 17. | 1839. június 25.     | Obrenovicsok | Teodor Mihailović és Višnja Urošević fia, a második szerb felkelés vezetője, majd az új állam első fejedelme    |        |
| Milan Obrenović szerbül: Милан Обреновић Szerbia fejedelme     | 1819. október 21. – 1839. július 8. (19 évesen)      | 1839. június 25.   | 1839. július 8.      | Obrenovicsok | Miloš Obrenović és Ljubica Vukomanović fia, apja lemondott javára ám egy hónapon belül elhunyt                  |        |
| Mihajlo Obrenović szerbül: Михаило Обреновић Szerbia fejedelme | 1823. szeptember 16. – 1868. június 10. (44 évesen)  | 1839. július 8.    | 1842. szeptember 16. | Obrenovicsok | Milan Obrenović testvére, fivére halálát követően lett fejedelem, ám egy felkelés okán szeműzetésbe kényszerült |        |

## Karađorđević-ház (1842–58)
Bővebben: Karagyorgyevicsek
| Uralkodó                                                                   | Életterminusa                                  | Uralkodása kezdete   | Uralkodása vége    | Uralkodóháza      | Megjegyzés                                                                                      | Portré |
| -------------------------------------------------------------------------- | ---------------------------------------------- | -------------------- | ------------------ | ----------------- | ----------------------------------------------------------------------------------------------- | ------ |
| Aleksandar Karađorđević szerbül: Александар Карађорђевић Szerbia fejedelme | 1806. október 11. – 1885. május 3. (78 évesen) | 1842. szeptember 14. | 1858. december 23. | Karagyorgyevicsek | Petrović Đorđe Karađorđe és Jelena Petrović fia, Mihajlo távozása után választották fejedelemmé |        |

## Obrenović-ház (1858–1903)
| Uralkodó                                                       | Életterminusa                                        | Uralkodása kezdete   | Uralkodása vége      | Uralkodóháza | Megjegyzés | Portré |
| -------------------------------------------------------------- | ---------------------------------------------------- | -------------------- | -------------------- | ------------ | --- | ------ |
| Miloš Obrenović szerbül: Милош Обреновић Szerbia fejedelme     | 1780. március 18. – 1860. szeptember 26. (80 évesen) | 1858. december 23.   | 1860. szeptember 26. | Obrenovicsok | Ez volt második uralkodói periódusa |        |
| Mihajlo Obrenović szerbül: Михаило Обреновић Szerbia fejedelme | 1823. szeptember 16. – 1868. június 10. (44 évesen)  | 1860. szeptember 26. | 1868. június 10.     | Obrenovicsok | Apja halálát követően újra fejedelem, a Balkán-szövetség megalapításával felszabadította országát a Oszmán Birodalom elnyomása alól               |        |
| I. Milán szerbül: Милан I Szerbia fejedelme majd királya       | 1854. augusztus 22. – 1901. február 11. (46 évesen)  | 1868. június 10.     | 1889. március 6.     | Obrenovicsok | Miloš Obrenović unokaöccse, Miloš J. Obrenović és Elena Maria Catargiu fia, az újkori Szerb Királyság első királya                                |        |
| I. Sándor szerbül: Александар I Szerbia királya                | 1876. augusztus 14. – 1903. június 11. (26 évesen)   | 1889. március 6.     | 1903. június 11.     | Obrenovicsok | I. Milán szerb király és Natalija Keşco fia, apja lemondását követően került a trónra, összeesküvők egy csoportja családjával együtt lemészárolta |        |

## Karađorđević-ház (1903–45)
| Uralkodó                                                       | Életterminusa                                       | Uralkodása kezdete  | Uralkodása vége     | Uralkodóháza      | Megjegyzés                                                                                        | Portré |
| -------------------------------------------------------------- | --------------------------------------------------- | ------------------- | ------------------- | ----------------- | ------------------------------------------------------------------------------------------------- | ------ |
| I. Péter szerbül: Петар I Szerbek, horvátok, szlovének királya | 1844. június 29. – 1921. augusztus 16. (77 évesen)  | 1903. június 15.    | 1921. augusztus 16. | Karagyorgyevicsek | Sándor szerb fejedelem és Persida Nenadović fia, a Szerb–Horvát–Szlovén Királyság első monarchája |        |
| I. Sándor szerbül: Александар I Jugoszlávia királya            | 1888. december 16. – 1934. október 9. (45 évesen)   | 1921. augusztus 16. | 1934. október 9.    | Karagyorgyevicsek | I. Péter szerb király és Zorka montenegrói királyi hercegnő fia, 1929-től Jugoszlávia királya     |        |
| II. Péter szerbül: Петар II Jugoszlávia királya                | 1923. szeptember 6. – 1970. november 3. (47 évesen) | 1934. október 9.    | 1945. november 29.  | Karagyorgyevicsek | I. Sándor jugoszláv király és Mária román királyi hercegnő fia, az utolsó jugoszláv király        |        |